# Thiên thần phép thuật Creamy Mami
Creamy Mami, thiên thần phép thuật (魔法の天使クリィミーマミ Mahō no Tenshi Kurīmī Mami) là một anime mahō shōjo của Studio Pierrot được phát sóng từ 1983 đến 1984 trên Nippon Television
Tại Việt Nam, phim từng được Công ty Cổ phần Truyền thông Trí Việt (TVM Corp.) mua bản quyền và phát sóng trên kênh HTV3.